# Avid
Az Avid Technology, Inc NASDAQ: AVID egy amerikai informatikai cég, mely videó- és audiótechnológiák gyártására specializálódott. 1987-ben alapították, 1993-ban lett részvénytársaság. Az Avid központja Tewksburyben, Massachusetts államban van. Leginkább a Pro Tools szoftver révén ismert, de egyéb szoftvereket is gyárt.
Az Avid piacvezető cég a professzionális film- és videómontírozás területén. A televíziós műsorok, nagyjátékfilmek, reklámok és videóklipek zömét az Avid szoftvereivel vágják.
A vágóprogramnak elérhető egy ingyenes változata is: Avid Free DV.